# Tournoi d'Almaty
Le Tournoi d'Almaty est une compétition de judo organisée tous les ans à Almaty au Kazakhstan par la JUA (Asian Judo Union) faisant partie de la Coupe du monde de judo masculine et féminine.

## Palmarès masculin
| Grand Prix | Grand Prix            | Grand Prix           | Grand Prix            | Grand Prix                | Grand Prix     | Grand Prix       | Grand Prix           |
| Année      | -60 kg                | -66 kg               | -73 kg                | -81 kg                    | -90 kg         | -100 kg          | +100 kg              |
| ---------- | --------------------- | -------------------- | --------------------- | ------------------------- | -------------- | ---------------- | -------------------- |
| 2016       | Elios Manzi           | Joshiro Maruyama     | Lasha Shavdatuashvili | Ivan Felipe Silva Morales | Axel Clerget,  | Elkhan Mammadov  | Adam Okruashvili     |
| 2013       | Yeldos Smetov         | Yeldos Zhumakanov    | Alex Pombo            | Khasan Khalmurzaev        | Islam Bozbayev | Maxim Rakov (en) | Aliaksandr Vakhaviak |
| World Cup  |                       |                      |                       |                           |                |                  |                      |
| Année      | -60 kg                | -66 kg               | -73 kg                | -81 kg                    | -90 kg         | -100 kg          | +100 kg              |
| 2011       | Amartuvshin Dashdavaa | Nauryzbek Mailashev  | Rasul Boqiev          | Islam Bozbayev            | Ivan Remarenco | Utkir Kurbanov   | Sergey Prokin        |
| 2010       | Boldbaatar Ganbat     | Kamal Khan-Magomedov | Navruz Jurakobilov    | Murat Khabachirov         | Timur Bolat    | Maxim Rakov (en) | Renat Saidov         |

## Palmarès féminin
| Grand Prix | Grand Prix              | Grand Prix      | Grand Prix      | Grand Prix     | Grand Prix       | Grand Prix          | Grand Prix       |
| Année      | -48 kg                  | -52 kg          | -57 kg          | -63 kg         | -70 kg           | -78 kg              | +78 kg           |
| ---------- | ----------------------- | --------------- | --------------- | -------------- | ---------------- | ------------------- | ---------------- |
| 2016       | Otgontsetseg Galbadrakh | Evelyne Tschopp | Arleta Podolak  | Margaux Pinot, | Marie-Eve Gahié, | Zhang Zhehui        | Idalys Ortíz     |
| 2013       | Kristina Roumiantseva   | Ilse Heylen     | Ketleyn Quadros | Mariana Barros | Nadia Merli      | Anastasia Dmitrieva | Gulzhan Issanova |
| World Cup  |                         |                 |                 |                |                  |                     |                  |
| Année      | -48 kg                  | -52 kg          | -57 kg          | -63 kg         | -70 kg           | -78 kg              | +78 kg           |
| 2011       | Oiana Blanco            | Laura Gómez     | Hedvig Karakas  | Edwige Gwend   | Juliane Robra    | Ana Velensek        | Gulzhan Issanova |